# Tadeusz Majdecki
Tadeusz Majdecki (ur. 24 lutego 1925 w Warszawie, zm. 29 sierpnia 2018) – polski neurolog, dr hab. med., uczestnik powstania warszawskiego.

## Życiorys
Urodził się 24 lutego 1925. Był żołnierzem Armii Krajowej i otrzymał pseudonim Kłos, a także stopień starszego strzelca. Przyłączył się do oddziału VII batalionu Ruczaj. Miał stopień doktora habilitowanego oraz pełnił funkcję docenta w Centrum Naukowym Medycyny Kolejowej.
Zmarł 29 sierpnia 2018.